# Acrapex lepta
Acrapex lepta is een vlinder van de familie van de uilen (Noctuidae). De wetenschappelijke naam van deze soort is voor het eerst voorgesteld door Martin Krüger in een publicatie uit 2005.
De soort komt voor in Lesotho.